# Kill the Irishman
Kill the Irishman är en amerikansk biografisk kriminalfilm från 2011 i regi av Jonathan Hensleigh, med Ray Stevenson, Vincent D'Onofrio, Christopher Walken och Val Kilmer i huvudrollerna. Filmen är skriven av Hensleigh tillsammans med Jeremy Walters, och är baserad på den irländsk-amerikanske gangstern Danny Greene och hans liv. Manuset är en bearbetning av boken To Kill the Irishman: The War That Crippled the Mafia, skriven av Rick Porrello.

## Handling
Handlingen bygger på en sann historia om den irländsk-amerikanske gangstern Danny Greene. Han arbetar i hamnen i Cleveland och kommer i kontakt med organiserad brottslighet via den korrumperade fackföreningen. Parallellt med att han själv blir kriminell kommer han och hans gäng  i konflikt med delar av maffian, och han blir informatör åt FBI. Hans konflikt med maffian fördjupas och sommaren 1976 detonerade 36 bomber i Cleveland i USA som ett resultat av konflikterna. För att få ett stopp på stridigheterna blandas flera ledare för New Yorks de "Fem familjerna" in. Till slut mördas Danny Greene av en bilbomb, och eftertexterna beskriver hur Danny Greenes verksamhet och utredningarna runt händelserna i Cleveland bidrog till att kraftigt försvaga den sicilianska maffian i USA;.

## Rollista
| Ray Stevenson       | – Danny Greene                  |
| Vincent D'Onofrio   | – John Nardi                    |
| Val Kilmer          | – Detektiv Joe Manditski        |
| Christopher Walken  | – Alex 'Shondor' Birns          |
| Linda Cardellini    | – Joan Madigan                  |
| Tony Darrow         | – Mikey Mendarolo               |
| Robert Davi         | – Ray Ferritto                  |
| Fionnula Flanagan   | – Grace O'Keefe                 |
| Bob Gunton          | – Jerry Merke                   |
| Jason Butler Harner | – Art 'Snep' Sneperger          |
| Vinnie Jones        | – Keith 'The Enforcer' Ritson   |
| Tony Lo Bianco      | – James 'Jack White' Licavoli   |
| Laura Ramsey        | – Ellie O'Hara                  |
| Steve Schirripa     | – Mike 'Big Mike' Frato         |
| Paul Sorvino        | – Tony 'Fat Tony' Salerno       |
| Mike Starr          | – Leo 'Lips' Moceri             |
| Marcus Thomas       | – Billy McComber                |
| Vinny Vella         | – Frank 'Little Frank' Brancato |